# Acacia amblyophylla
Acacia amblyophylla är en ärtväxtart som beskrevs av Ferdinand von Mueller. Acacia amblyophylla ingår i släktet akacior, och familjen ärtväxter. Inga underarter finns listade i Catalogue of Life.